# Bananamour
| Recensione | Giudizio |
| ---------- | -------- |
| AllMusic   |          |

Bananamour è il quarto album in studio del cantautore britannico Kevin Ayers, pubblicato nel 1973.
Il titolo del disco fa riferimento a Banana Moon, il primo disco da solista di Daevid Allen.

## Tracce
Side 1
1. Don't Let It Get You Down (For Rachel)
2. Shouting in a Bucket Blues
3. When Your Parents Go to Sleep
4. Interview
5. Internotional Anthem

Side 2
1. Decadence
2. Oh! Wot a Dream
3. Hymn
4. Beware of the Dog